# Roussey
Roussey is een historisch merk van hulpmotoren, motorfietsen en scooters.
P.P. Roussey, Meadon, later Neuilly (Seine) (1951-1958).
Franse scooterfabriek van Pierre en Paul Roussey die 123- en 170 cc-modellen produceerde. Men maakte aanvankelijk hulpmotoren die in het achterwiel zaten, maar in de jaren twintig hadden de broers Roussey al motorfietsen met plaat-frames gemaakt.
Voor de Bol d’Or van 1958 maakten ze een race-scooter met het 170 cc blok die veel leek op de moderne minibikes.